# Northampton Saints Rugby Football Club
O Northampton Saints Rugby Football Club é um clube profissional de rugby da Inglaterra fundado em 1880.

## Títulos
- Copa Heineken - (1) 1999-00[3]
- Copa Desafio Europeu - (1) 2008-09[3]